# 山形県道300号樽石碁点線
山形県道300号樽石碁点線（やまがたけんどう300ごう たるいしごてんせん）は、山形県村山市を通る県道である。

## 起点・終点
- 起点：村山市大字樽石 山形県道299号樽石河北線交点
- 終点：村山市大字稲下 山形県道294号大久保村山停車場線交点

## 通過する自治体
- 山形県
  - 村山市

## 交差・接続している道路
- 山形県道299号樽石河北線（村山市大字樽石）
- 国道347号
- 山形県道294号大久保村山停車場線（村山市大字稲下）